# 네팔의 지리

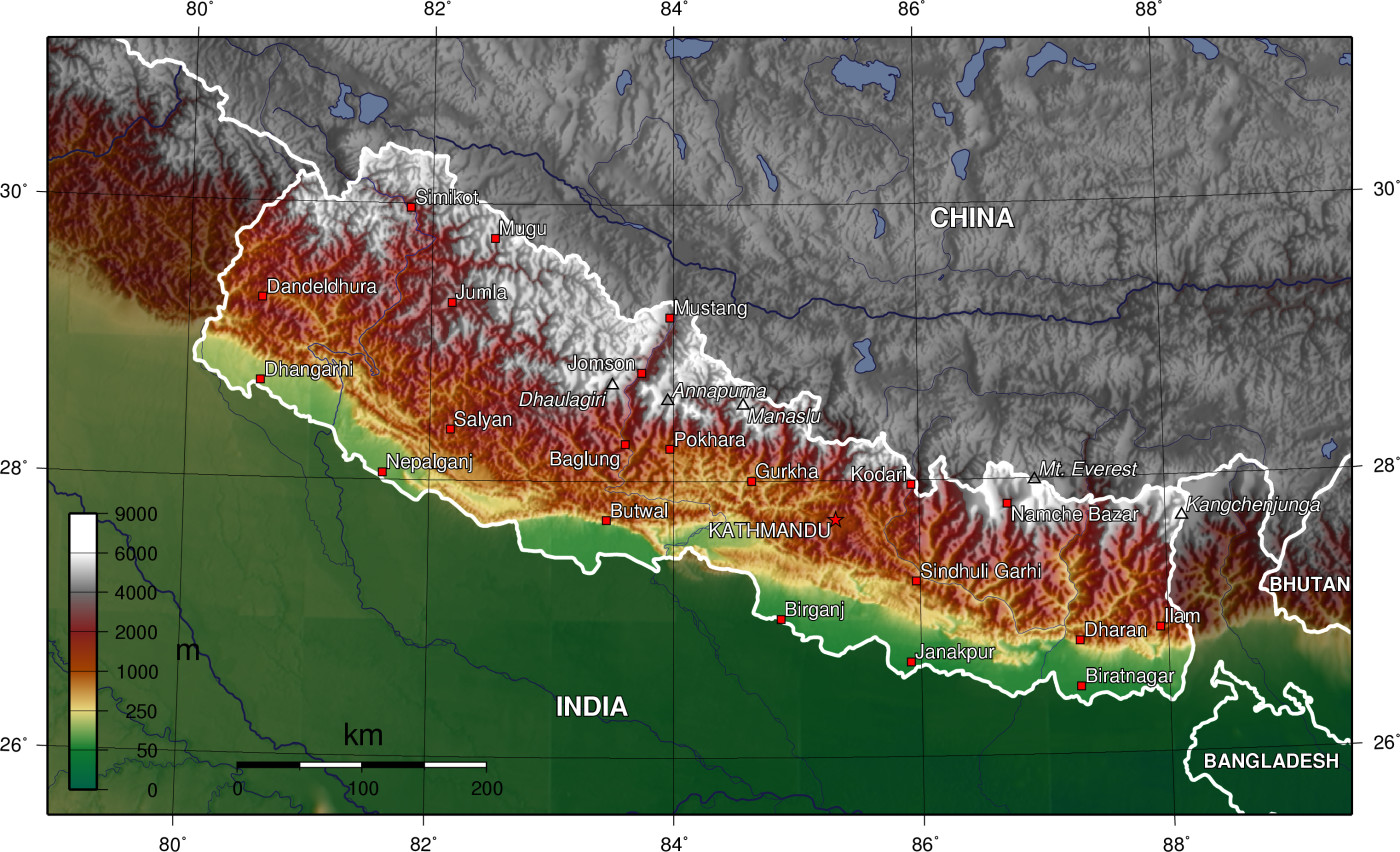

네팔은 인도 북동부의 히말라야 산맥 및 그 산록을 차지하는 소국으로, 동서 850㎞, 남북 250㎞ 정도로 동서로 길며 북은 히말라야 산맥, 남은 타라이라고 불리는 정글에 가로막혀 예로부터 정치적으로 독립을 지키면서 고유의 문화를 길러왔다. 고도에 따라 빙설기후에서 열대성기후까지 다 볼 수 있으나 가장 인구가 많은 곳은 온대성기후가 지배하는 시와리크 산지와 히말라야 산맥 사이의 분지이다. 수도 카트만두도 이 분지 안에 있다.

## 기후
네팔의 고도는 미국의 플로리다주와 거의 동일한 고도에 위치해 있으며 강수량은 160밀리미터 ~ 5,000 밀리미터 이상에 이르며 열대에서 눈에 이르는 8개의 기후대가 있다.
- 열대 기후대
- 아열대 기후대
- 온대 기후대
- 아고산대 기후대
- 고산 기후대
- 설선 기후대
- 히말라야 횡단 기후대

6월부터 9월까지는 풍수기, 10월부터 6월까지는 건조기이다. 4월, 5월은 상당한 물 부족 현상을 겪는다.